# Powierzchnia Alfvéna
Powierzchnia Alfvéna – obszar wokół gwiazdy, w którym zjonizowany gaz jest przeciągany przez pole magnetyczne gwiazdy, uznawany za granicę słonecznej korony.